# باورها و آداب کلیسای عیسی مسیح مقدسین آخرین زمان
کلیسای عیسی مسیح قدیسان آخر الزمان دکترین و تعالیم خود را بر عیسی مسیح متمرکز می‌کند؛ این که او پسر خداست، از مریم باکره زاده شده، به کمال زیسته، معجزه‌هایی داشته، از هر منفذ پوستش در باغ جتسیمانی خون چکیده، بر صلیب درگذشته، در روز سوم برخاسته و دوباره بر حواریونش ظاهر شده و هم اکنون جایگاهش مقتدرانه در سمت راست خداوند است. به اختصار، برخی باورها با سنتهای کاتولیک، ارتدوکس و پروتستان مشترک است. به هر حال، تعالیم کلیسای قدیسان در دیگر موارد به طرز شایان توجهی متفاوت است و مجموعه گسترده‌ای از دکترین‌ها را در بر می‌گیرد به نحوی که فرقه‌های یادشده معمولاً این کلیسا را خارج از محدوده‌های تعالیم ارتدکس مسیحی آن طور که اعتقادنامه نیقیه در خلاصه شده، قرار می‌دهند.
تعالیم اصلی این کلیسا در حدود ۱۸۴۳ در اصول اعتقاد خلاصه شده و چهار اصل اساسی اعتقادی آن باور به عیسی مسیح، توبه، غسل تعمید برای بخشایش، و هدیه روح القدس است.]